# Bevezető (Doktor House)
A Doktor House amerikai kórházsorozat pilot epizódját (címe: Mindenki hazudik) 2004. november 16-án mutatták be a Fox televíziós csatornán. Az első epizódban megismerkedünk dr. Gregory House diagnosztikus orvossal és háromfős csapatával, melynek tagjai dr. Allison Cameron, dr. Robert Chase, dr. Eric Foreman. House és csapatának munkahelye a fiktív Princeton-Plainsboro Oktató Kórház New Jersey-ben.

## Cselekmény
Röviddel az osztály indulása után az óvónőjük afáziássá válik és összeesik, így kerül be a klinikára. Dr. James Wilson megpróbálja meggyőzni House-t, hogy vállalja az esetet, ezért azt hazudja, hogy a nő az unokatestére. Eközben dr. Lisa Cuddy is próbálja meggyőzni House-t, hogy lássa el klinikai feladatait, de mivel ő ezt nem teszi meg, Cuddy visszavonja House diagnosztikai engedélyét. House később elvállalja az óvónő esetét, és elküldi egy MRI-re, de  mivel nincs engedélye, a vizsgálatra nem kerülhet sor. Cuddy ajánlatot tesz House-nak: ha ellátja a klinikai feladatait, visszakapja az engedélyét. Miután a beteg torka elzáródott, House, Cameron és Chase légcsőmetszést hajtanak végre rajta. A csapat utána agyi vasculitisre gyanakszik, de annak ellenére, hogy erre nincs bizonyíték, House szteroidokkal kezeli a beteget, így annak állapota súlyosbodik. Miután House parancsára Cameron és Foreman betörtek az óvónő házába, House borsókakórra gyanakszik, ugyanis a ház átvizsgálása során egy nem megfelelően hőkezelt, megbontott húst találtak, a húson keresztül pedig galandféreg juthatott a nő testébe. A végső diagnózis így neurocysticercosis lett, 
amely végül helyesnek bizonyult. Wilson hazugságára végül úgy derült fény, hogy a házban talált hús nem volt kóser, viszont Wilson zsidó, és a zsidók csak kóser húst esznek.

## Fordítás
Ez a szócikk részben vagy egészben  a   Pilot (House) című angol Wikipédia-szócikk fordításán alapul.  Az eredeti cikk szerkesztőit annak laptörténete sorolja fel. Ez a jelzés csupán a megfogalmazás eredetét és a szerzői jogokat jelzi, nem szolgál a cikkben szereplő információk forrásmegjelöléseként.